# Tage Ottesen Thott til Næs
 Der er flere personer med dette navn, se Tage Ottesen Thott.
Tage Ottesen Thott (død 8. september 1562 på Eriksholm) til Næs var dansk rigsråd.
Han var søn af Otte Andersen Thott til Næs og Karen Tagesdatter Hollunger. Skønt han nævnes 1507, er det først efter 1533, at han træder særligt frem. Dette år findes hans navn blandt de adelsmænds, som den fangne kong Christian 2. forgæves henvendte sig til med anmodning om løsladelse og genindsættelse på tronen. Fra 1535-39 var han endnu hofsinde og lå i borgeleje dels i Øvedskloster i Skåne dels i Ås Kloster i Halland; sidstnævnte kloster beholdt han i forlening til sin død.
I 1538 købte han Sirekøbing af Jørgen Lykke og oprettede hovedgården Eriksholm.
I 1542 deltog han i et togt til Sverige i anledning af Dackefejden, blev snart efter rigsråd, deltog som sådan 1546 i forhandlingerne i Varberg med svenskerne, ligesom han samme år med Peder Skram førte overbefaling i Skåne. Også 1554 var han sendebud til et grænsemøde i Elfsborg.
I årene 1547 og 1548 var han høvedsmand på Landskrone, hvor han påbegyndte bygningen af slottet, og fra 1555 til sin død var han høvedsmand på Båhus.
Efter sin far havde han arvet et kronpant, Grimmelstrup og Karleby Len, men det tilkøbte han sig 1561 og 1562 som ejendom. Han, der senest 1542 havde genoptaget sin slægts gamle, men i 200 år skrinlagte navn Thott, opbyggede også i 1559 på ny sin fædreneborg Næs. Han var en af de få adelsmænd, som modtog det dem ved kong Frederik 2.’s kroning tilbudte ridderslag. Han døde, vistnok i høj alder, 8. september 1562 på Eriksholm, efterladende sig en enke, Else Holgersdatter Ulfstand, der døde 8. juni 1573.